# Renault Trafic
Renault Trafic er en serie af varebiler og minibusser bygget af det franske bilmærke Renault siden sommeren 1980. Den første modelgeneration blev bygget af Société des Véhicules Automobiles de Batilly.
Som følge af den nye samarbejdspartner General Motors blev den anden modelgeneration også solgt som Opel Vivaro hhv. Vauxhall Vivaro. Efter introduktionen af Trafic II og Opel Vivaro blev begge valgt til Van of the Year 2002. På grund af den fransk-japanske alliance Renault-Nissan blev modellen også solgt under navnet Nissan Primastar. Såvel Trafic II, Nissan Primastar og GM-varianterne blev fremstillet hos GM Manufacturing Luton.
Den i 2014 introducerede tredje modelgeneration af Trafic fremstiller Renault igen selv delvist på sin fabrik i Sandouville ved Le Havre, mens efterfølgeren for Nissan Primastar, Nissan NV 300, produceres hos Nissan Motor Ibérica. I 2015 tilkom med Fiat en yderligere samarbejdspartner. Som følge heraf blev Trafic/Vivaro/NV 300 i årene 2016 til 2021 også solgt som Fiat Talento. Hovedsageligt i Australien og New Zealand fandtes mellem 2020 og 2022 en yderligere søstermodel, Mitsubishi Express.
I andet kvartal 2019 afsluttede Opel efter 22 år samarbejdet med Renault, da den tyske bilfabrikant i august 2017 var blevet opkøbt af Groupe PSA, og Opels GM-platforme af licensmæssige årsager ikke længere kunne benyttes.

## Trafic I (1980−2001)
Ved sin introduktion i september 1980 afløste den nykonstruerede Renault Trafic forgængeren Renault Estafette.
Trafic dækker vægtklassen fra 2,1 til 2,8 tons. Samtidig kom den teknisk identiske, større Renault Master, som dækker vægtklassen fra 2,8 til 3,5 tons, på markedet. Usædvanligt for en varebil var på daværende tidspunkt valgmuligheden mellem for- og baghjulstræk i samme modelserie. Der findes modellerne Trafic-T (Traction = forhjulstræk) som minibus og Trafic-P (Propulsion = baghjulstræk) som kassevogn og ladvogn. Master har baghjulstræk. Egenvægten er angivet til 1200 til 1300 kg.
Modellen findes med benzinmotorer fra 35 kW (48 hk) til 59 kW (80 hk) og dieselmotorer på 44 kW (60 hk) og 49 kW (67 hk). Bilen har, ligesom mange andre biler i dette segment på dette tidspunkt, et meget kantet design.
Ligesom Ford Transit fra 1965 og Mercedes-Benz T1 fra 1977 blev modellen ikke længere ligesom forgængeren bygget med motoren under førerhuset, men derimod med en kort motorhjelm foran førerkabinen, hvor motor og gearkasse er monteret. Motorhjelmen er udformet aerodynamisk hen over kølergrillen og danner sammen med forruden en linje op til taget.
Som en kombination af for- og baghjulstræk blev Renault Trafic fra midten af 1985 også tilbudt med firehjulstræk.
Den varebilsagtige front med skrå motorhjelm og forrude blev i maj 1989 efter et facelift igen aerodynamisk forbedret og tilpasset tidens smag med afrundede former. Samtidig steg motorydelserne, så modellen nu kunne leveres med to dieselmotorer med 48 kW (65 hk) og 55 kW (75 hk) samt en benzinmotor med 70 kW (95 hk). 
Et yderligere facelift fulgte i juni 1994 med endnu en ændring af motorprogrammet. Modellen kunne nu leveres med dieselmotorer med 48 kW (65 hk) og 55 kW (75 hk) samt en benzinmotor med 74 kW (101 hk). Herefter blev modellen produceret frem til maj 2001.
Den af Tata Motors i Indien siden 2007 byggede Tata Winger er i vidt omfang baseret på Trafic I.
- Renault Trafic (1989−1994) som autocamper
- Renault Trafic (1994−2001) som kassevogn med højt tag
- Bagfra
- Tata Winger (2007−)

### Opel/Vauxhall Arena
Fra december 1997 til februar 2000 blev Renault Trafic med mindre modifikationer også bygget på licens af General Motors, da denne fabrikant efter flere års pause igen ville have en varebil i modelprogrammet. Denne model blev solgt under navnet Opel Arena, i Storbritannien som Vauxhall Arena og i Brasilien som Chevrolet Space Van.
- Opel Arena (1997−2000)
- Vauxhall Arena (1997−2000)

## Trafic II (2001−2014)
I maj 2001 kom den anden modelgeneration af Trafic på markedet. Også denne model er, ligesom den større Renault Master fra slutningen af 1997 og frem, bygget i joint venture med Nissan og Opel. Dens søstermodeller hedder Opel Vivaro (2001−) og Nissan Primastar (2002−). Trafic og Vivaro blev valgt til Årets Varebil i Danmark 2002.
Renault udviklede Trafic i samarbejde med General Motors. Modellen blev bygget på GM Europe's fabrik Luton i Storbritannien samt hos alliancepartneren Nissans fabrik i Barcelona. Siden 1998 har Renault i Vesteuropa været markedsfører for lette erhvervskøretøjer op til 3,5 tons tilladt totalvægt.[kilde mangler]
Bilens front blev igen optisk rundere og karrosseriformen virker med ned-/indadgående dråbeformede forlygter, en kuppel under fører- og passagersædet samt de i de med plastic beklædte karrosserikanter monterede baglygter meget futuristisk, hvorved modellen med en let øget lasteevne på 1000 og 1200 kg optisk set virker lidt mindre end forgængeren. Trafic findes i den normalt lange version L1 (4782 mm) samt i en ekstra lang version L2 med 400 mm større længde i bilens bageste del foran de bageste hjulkasser.
I august 2014 blev produktionen af Trafic II indstillet.

### Motorer
Trafic II findes med flere forskellige benzin- og dieselmotorer. 1,9-liters commonrail-dieselmotoren findes i to effekttrin, som begge opfylder Euro 3-normen.
I sommeren 2006 fik Trafic et let facelift og tekniske modifikationer. En Quick-Shift-gearkasse med seks gear blev tilføjet modelprogrammet. De to svageste motorer blev boret op fra 1,9 til 2,0 liter, hvorved effekten steg fra 60 kW (82 hk) til 66 kW (90 hk) hhv. fra 74 kW (101 hk) til 84 kW (114 hk) og opfylder samtidig Euro 4 uden partikelfilter. 1,9-litersmotoren benyttes nu i de gamle modeller, som i Østeuropa sælges som Lada-Renault M90. Samtidig blev den tidligere 2,5-litersmotor øget i ydelse fra 99 kW (135 hk) til 107 kW (145 hk) for at modsvare denne motors effekttab som følge af monteringen af det for opfyldelse af Euro 4-normen nødvendige partikelfilter.

#### Tekniske data
| Model            | Cylindre      | Ventiler      | Slagvolumen (cm³) | Maks. effekt kW (hk) ved omdr./min. | Maks. drejnings- moment Nm ved omdr./min. | Motorkode     | Topfart (km/t) | Byggeår       |
| Benzinmotorer    | Benzinmotorer | Benzinmotorer | Benzinmotorer     | Benzinmotorer                       | Benzinmotorer                             | Benzinmotorer | Benzinmotorer  | Benzinmotorer |
| ---------------- | ------------- | ------------- | ----------------- | ----------------------------------- | ----------------------------------------- | ------------- | -------------- | ------------- |
| 2.0              | 4             | 16            | 1998              | 88 (120)/5400                       | 190/3750                                  | F4R 720       | 160            | 2001−2006     |
| 2.0              | 4             | 16            | 1998              | 86 (117)/4700                       | 186/3750                                  | F4R 820       | 160            | 2006−2008     |
| Dieselmotorer    |               |               |                   |                                     |                                           |               |                |               |
| 1.9 dCi/DI/CDTI  | 4             | 8             | 1870              | 60 (82)/3500                        | 190/2000                                  | F9Q 762       | 138            | 2001−2006     |
| 1.9 dCi/DI/CDTI  | 4             | 8             | 1870              | 74 (101)/3500                       | 240/1800                                  | F9Q 760       | 155            | 2001−2006     |
| 2.0 dCi/CDTI     | 4             | 16            | 1995              | 66 (90)/3500                        | 290/1600                                  | M9R 780       | 145            | 2006−2014     |
| 2.0 dCi/CDTI     | 4             | 16            | 1995              | 84 (114)/3500                       | 290/1600                                  | M9R 780       | 160            | 2006−2014     |
| 2.5 dCi/DTI/CDTI | 4             | 16            | 2464              | 84 (114)/3500                       | 290/1600                                  | G9U 630       |                | 2006−2011     |
| 2.5 dCi/DTI/CDTI | 4             | 16            | 2464              | 99 (135)/3500                       | 310/2100                                  | G9U 730       | 163            | 2003−2006     |
| 2.5 dCi/DTI/CDTI | 4             | 16            | 2464              | 107 (145)/3500                      | 310/2100                                  | G9U 630       | 170            | 2006−2014     |

1. 1 2  Opel/Vauxhall omdøbte i 2004 dieselversionerne fra D(T)I til CDTI

Alle motorer er som standard udstyret med sekstrins manuel gearkasse. 2.5 dCi/DTI/CDTI kunne som ekstraudstyr leveres med automatiseret manuel gearkasse.
Modellen findes som kassevogn, mandskabsvogn, minibus og ladvogn.
| Karrosseriform | Variantbetegnelse         | Længde (mm) | Højde (mm) | Egenvægt (kg) | Tilladt totalvægt (kg) |
| -------------- | ------------------------- | ----------- | ---------- | ------------- | ---------------------- |
| Kassevogn      | L1H1                      | 4782        | 1959       | 1920–1927     | 2760–2900              |
| Kassevogn      | L2H1                      | 5182        | 1959       | 1975          | 2960                   |
| Dobbeltkabine  | L1H1                      | 4782        | 1959       | 1920–1927     | 2760–2900              |
| Dobbeltkabine  | L2H1                      | 5182        | 1959       | 1975          | 2960                   |
| Minibus        | "Combi" / "Tour" / "Life" | 4782        | 1959       | 1920–1927     | 2760–2900              |
| Minibus        | "Combi" / "Life"          | 5182        | 1959       | 1975          | 2960                   |
| Ladvogn        |                           | 4782        | 1940       | 1920–1927     | 2760–2900              |

### Udstyr
Trafic findes i såvel en personbilsudgave med op til ni siddepladser samt som varebil. Alt efter motor, akselafstand og vægtklasse findes der i alt op til 40 forskellige versioner af Trafic. Bilen findes som almindelig kassevogn samt som dobbeltkabine-kassevogn, begge med to forskellige akselafstande (3098 og 3498 mm). Kassevognen findes ud over den 1,98 m normalt høje version også i en ekstra høj udgave (2,50 m).
Personbilsudgaven findes i tre karrosseriformer "Combi", "Passenger Black Edition" og "Generation Evado". Trafic "Combi" fokuserer på funktionalitet og har som standardudstyr otte siddepladser (med delvise ruder: seks siddepladser). Trafic "Combi" er især egnet til erhvervsmæssig transport af personer og gods.
"Passenger Black Edition" udmærker sig frem for alt gennem sine tonede bag- og sideruder.
- Renault Trafic Combi
(2006−2014)
- Bagfra
- Renault Trafic Passenger Black Edition (2011−2014)
- Opel Vivaro kassevogn (2001−2006) fra The Coca Cola Company
- Opel Vivaro kassevogn (dobbeltkabine, 2001–2006)
- Opel Vivaro minibus „Tour“ (2006−2014)
- Bagfra
- Nissan Primastar kassevogn

#### Trafic Evado
Denne version blev fra 2008 tilbudt til storfamilier med tre commonrail-turbodieselmotorer mellem 84 kW (114 hk) og 107 kW (145 hk). Motorerne er kombineret med enten sekstrins manuel gearkasse eller sekstrins automatgear.

### Sikkerhed
Det svenske forsikringsselskab Folksam vurderer flere forskellige bilmodeller ud fra oplysninger fra virkelige ulykker, hvorved risikoen for død eller invaliditet i tilfælde af en ulykke måles. I rapporterne Hur säker är bilen? er/var Trafic i årgangene 2001 til 2013 klassificeret som følger:
- 2015: Som middelbilen[9]
- 2017: Mindst 20 % bedre end middelbilen[10]
- 2019: Mindst 20 % bedre end middelbilen[11]

## Trafic III (2014−)
I september 2014 introducerede Renault en ny modelgeneration af Trafic, som igen også blev solgt af Opel som Opel Vivaro. Tredje generation af Trafic fremstilles hovedsageligt på Renaults fabrik i Sandouville i Frankrig, mens Opel/Vauxhall-versionerne til Europa frem til marts 2019 fortsat blev fremstillet i Luton, med undtagelse af modellerne med højt tag som blev produceret i Sandouville.
For anden gang blev Trafic og Vivaro valgt til Årets Varebil i Danmark 2015.
I forhold til forgængeren har modellen fået en ny front med forbedret fodgængerbeskyttelse ved en kollision samt en lavere cw-værdi. Ud over det nye design er dørhåndtagene nu vandrette.
I kabinen er der lagt øget vægt på brugen af smartphones, tablets og laptops, som nu alle kan styres fra et (mod merpris tilgængeligt) 7-tommers touchscreendisplay på instrumentbrættet. Modellen kan nu også leveres med bakkamera. På grund af en specielt konstrueret skillevæg er det nu muligt at transportere op til 4,15 meter lange genstande i lastrummet og under passagersædet.
Trafic III danner også basis for autocamperne Colibri (til 2017) og Kompanja.
- Bagfra
- Opel Vivaro Combi (2014–2019)
- Bagfra
- Førerplads
- Renault Trafic Combi (2021−)

Den 23. april 2019 blev den faceliftede udgave af Trafic præsenteret. Den kom på markedet i tredje kvartal 2019. Ændringerne i forhold til den oprindelige version er:
- Nydesignet front
- Effektstærkere motorer, som opfylder Euro 6d-TEMP-normen
- Nyt rat
- Nyt infotainmentsystem

### Tekniske data

#### 1,6 liter
|                                                | dCi 95             | dCi 115             | dCi 125             | dCi 140              | dCi 145              |
| Byggeår                                        | 2014−2021          | 2014−2019           | 2014−2019           | 2014−2019            | 2014−2019            |
| Motordata                                      |                    |                     |                     |                      |                      |
| Motortype                                      | R4-dieselmotor     | R4-dieselmotor      | R4-dieselmotor      | R4-dieselmotor       | R4-dieselmotor       |
| Antal ventiler pr. cylinder                    | 4                  | 4                   | 4                   | 4                    | 4                    |
| Fødesystem                                     | Commonrail         | Commonrail          | Commonrail          | Commonrail           | Commonrail           |
| Trykladning                                    | Turbolader         | Turbolader          | Biturbo             | Biturbo              | Biturbo              |
| Køling                                         | Vandkøling         | Vandkøling          | Vandkøling          | Vandkøling           | Vandkøling           |
| Slagvolume                                     | 1598 cm³           | 1598 cm³            | 1598 cm³            | 1598 cm³             | 1598 cm³             |
| Maks. effekt ved omdr./min.                    | 70 kW (95 hk) 3500 | 85 kW (115 hk) 3500 | 92 kW (125 hk) 3500 | 103 kW (140 hk) 3500 | 107 kW (145 hk) 3500 |
| Maks. drejningsmoment ved omdr./min.           | 260 Nm 1500        | 300 Nm 1500         | 320 Nm 1750         | 340 Nm 1500          | 340 Nm 1750          |
| Udstødningsnorm                                | Euro 6             | Euro 5              | Euro 6              | Euro 5               | Euro 6               |
| Kraftoverførsel                                |                    |                     |                     |                      |                      |
| Drivende hjul                                  | Forhjul            | Forhjul             | Forhjul             | Forhjul              | Forhjul              |
| Gearkasse                                      | 6-trins manuel     | 6-trins manuel      | 6-trins manuel      | 6-trins manuel       | 6-trins manuel       |
| Præstationer                                   |                    |                     |                     |                      |                      |
| Topfart                                        | 153 km/t           | 168 km/t            | 169 km/t            | 181 km/t             | 177 km/t             |
| Acceleration 0-100 km/t                        | 15,9 sek.          | 12,4 sek.           | 11,8 sek.           | 10,8 sek.            | 11,1 sek.            |
| Brændstofforbrug pr. 100 km ved blandet kørsel | 6,0 liter Diesel   | 6,6 liter Diesel    | 5,6 liter Diesel    | 6,2 liter Diesel     | 5,9 liter Diesel     |
| CO2-udslip ved blandet kørsel                  | 155 g/km           | 174 g/km            | 145 g/km            | 164 g/km             | 152 g/km             |

1. 1 2  Kun for Tyrkiet og Ukraine

#### 2,0 liter
|                                                | dCi 120             | dCi 145                      | dCi 170                     | Blue dCi 110         | Blue dCi 150                                | Blue dCi 170         |
| Byggeår                                        | 2019−2021           | 2019−2021                    | 2019−2021                   | 2021−                | 2021−                                       | 2021−                |
| Motordata                                      |                     |                              |                             |                      |                                             |                      |
| Motortype                                      | R4-dieselmotor      | R4-dieselmotor               | R4-dieselmotor              | R4-dieselmotor       | R4-dieselmotor                              | R4-dieselmotor       |
| Antal ventiler pr. cylinder                    | 4                   | 4                            | 4                           | 4                    | 4                                           | 4                    |
| Fødesystem                                     | Commonrail          | Commonrail                   | Commonrail                  | Commonrail           | Commonrail                                  | Commonrail           |
| Trykladning                                    | Turbolader          | Turbolader                   | Turbolader                  | Turbolader           | Turbolader                                  | Turbolader           |
| Køling                                         | Vandkøling          | Vandkøling                   | Vandkøling                  | Vandkøling           | Vandkøling                                  | Vandkøling           |
| Slagvolume                                     | 1997 cm³            | 1997 cm³                     | 1997 cm³                    | 1997 cm³             | 1997 cm³                                    | 1997 cm³             |
| Maks. effekt ved omdr./min.                    | 88 kW (120 hk) 3500 | 107 kW (145 hk) 3500         | 125 kW (170 hk) 3500        | 81 kW (110 hk) 3500  | 110 kW (150 hk) 3500                        | 125 kW (170 hk) 3500 |
| Maks. drejningsmoment ved omdr./min.           | 320 Nm 1500         | 350 Nm 1500                  | 380 Nm 1500                 | 300 Nm 1500          | 350 Nm 1500                                 | 380 Nm 1500          |
| Udstødningsnorm                                | Euro 6d-TEMP        | Euro 6d-TEMP                 | Euro 6d-TEMP                | Euro 6d              | Euro 6d                                     | Euro 6d              |
| Kraftoverførsel                                |                     |                              |                             |                      |                                             |                      |
| Drivende hjul                                  | Forhjul             | Forhjul                      | Forhjul                     | Forhjul              | Forhjul                                     | Forhjul              |
| Gearkasse (standard)                           | 6-trins manuel      | 6-trins manuel               | 6-trins manuel              | 6-trins manuel       | 6-trins manuel                              | 6-trins EDC          |
| Gearkasse (ekstra)                             | −                   | 6-trins EDC                  | 6-trins EDC                 | −                    | 6-trins EDC                                 | −                    |
| Præstationer                                   |                     |                              |                             |                      |                                             |                      |
| Topfart                                        | 165 km/t            | 176 km/t                     | 179 km/t Med EDC: 176 km/t  | 161 km/t             | 178 km/t                                    | 186 km/t             |
| Acceleration 0-100 km/t                        | 11,9 sek.           | 10,9 sek. Med EDC: 10,7 sek. | 10,7 sek. Med EDC: 9,9 sek. | 16,5 sek.            | 13,6 sek. Med EDC: 11,6 sek.                | 10,6 sek.            |
| Brændstofforbrug pr. 100 km ved blandet kørsel | 6,1 liter Diesel    | 5,8−5,9 liter Diesel         | 5,8−5,9 liter Diesel        | 7,1−7,2 liter Diesel | 7,1−7,4 liter Med EDC: 7,3−7,6 liter Diesel | 7,3−7,6 liter Diesel |
| CO2-udslip ved blandet kørsel                  | 144−146 g/km        | 143−156 g/km                 | 146−156 g/km                | 186−188 g/km         | 187−194 g/km Med EDC: 192−198 g/km          | 192−198 g/km         |

### Ommærkede versioner

#### Fiat Talento
I årene 2016 til 2021 blev modellen også solgt af Fiat under navnet Fiat Talento som efterfølger for Fiat Scudo. Fiat Talento blev produceret på Renaults fabrik i Sandouville.

#### Nissan NV 300/Primastar
Ligesom hos forgængeren findes der også en Nissan-model på basis af tredje generation af Trafic, som denne gang fik navnet Nissan NV 300. Fra 2021 hedder modellen igen Primastar.

#### Mitsubishi Express
Mellem 2020 og 2022 blev Renault Trafic i Australien og New Zealand også solgt som Mitsubishi Express som afløser for den tidligere L300.